# Список дипломатических миссий Словакии

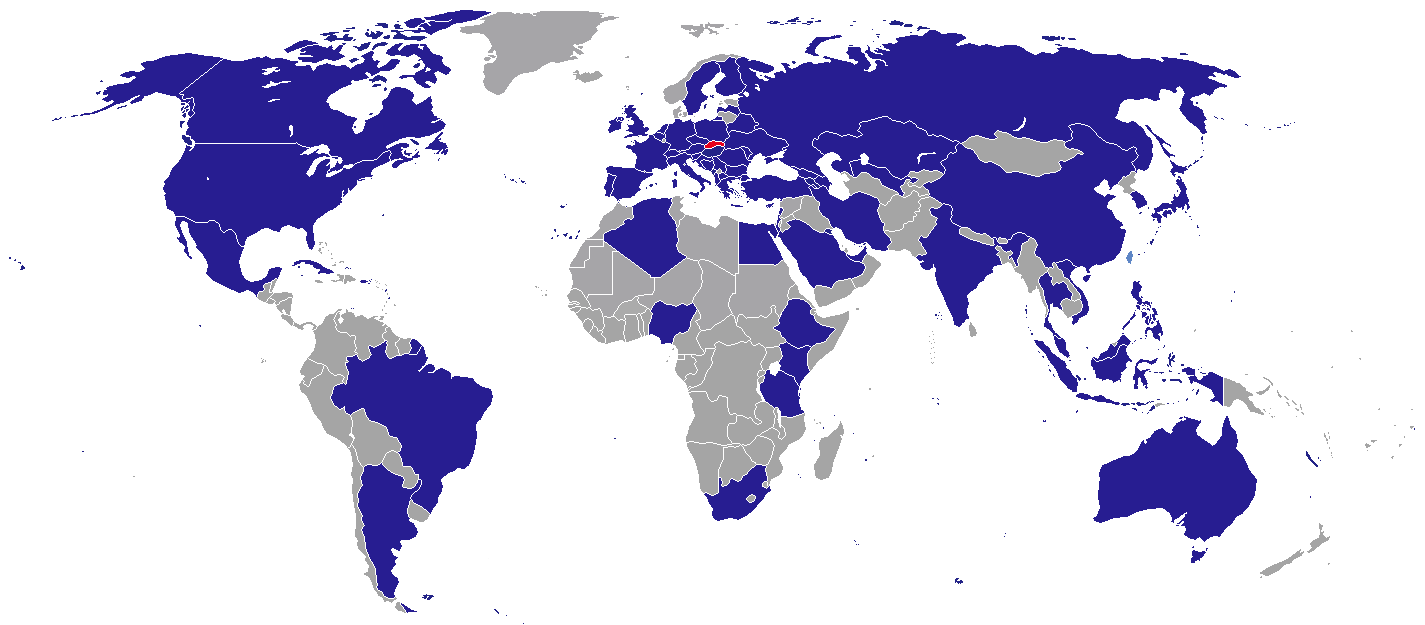

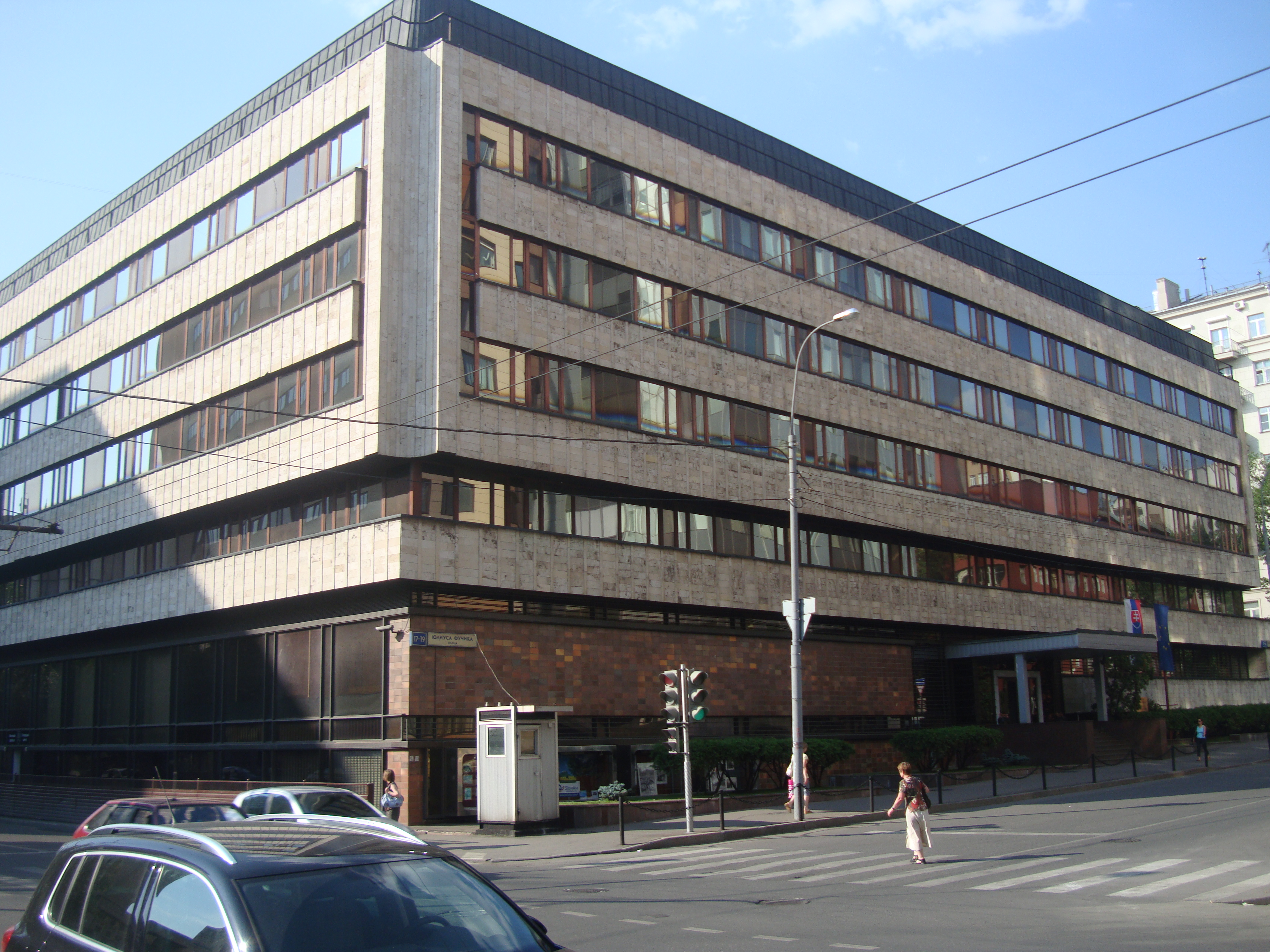
Посольство Словакии в Москве

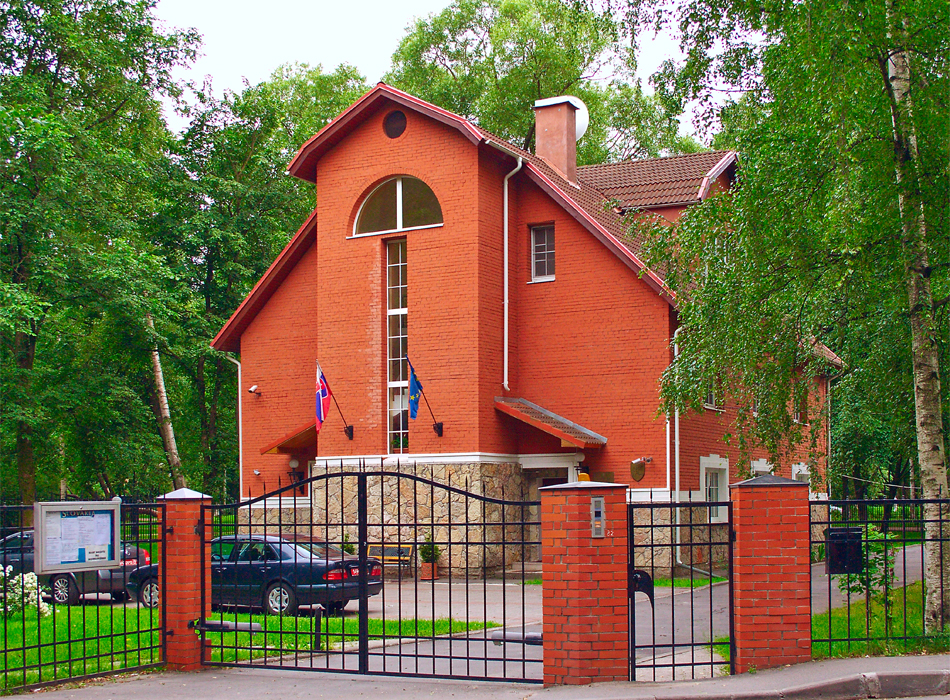
Генеральное консульство Словакии в Санкт-Петербурге

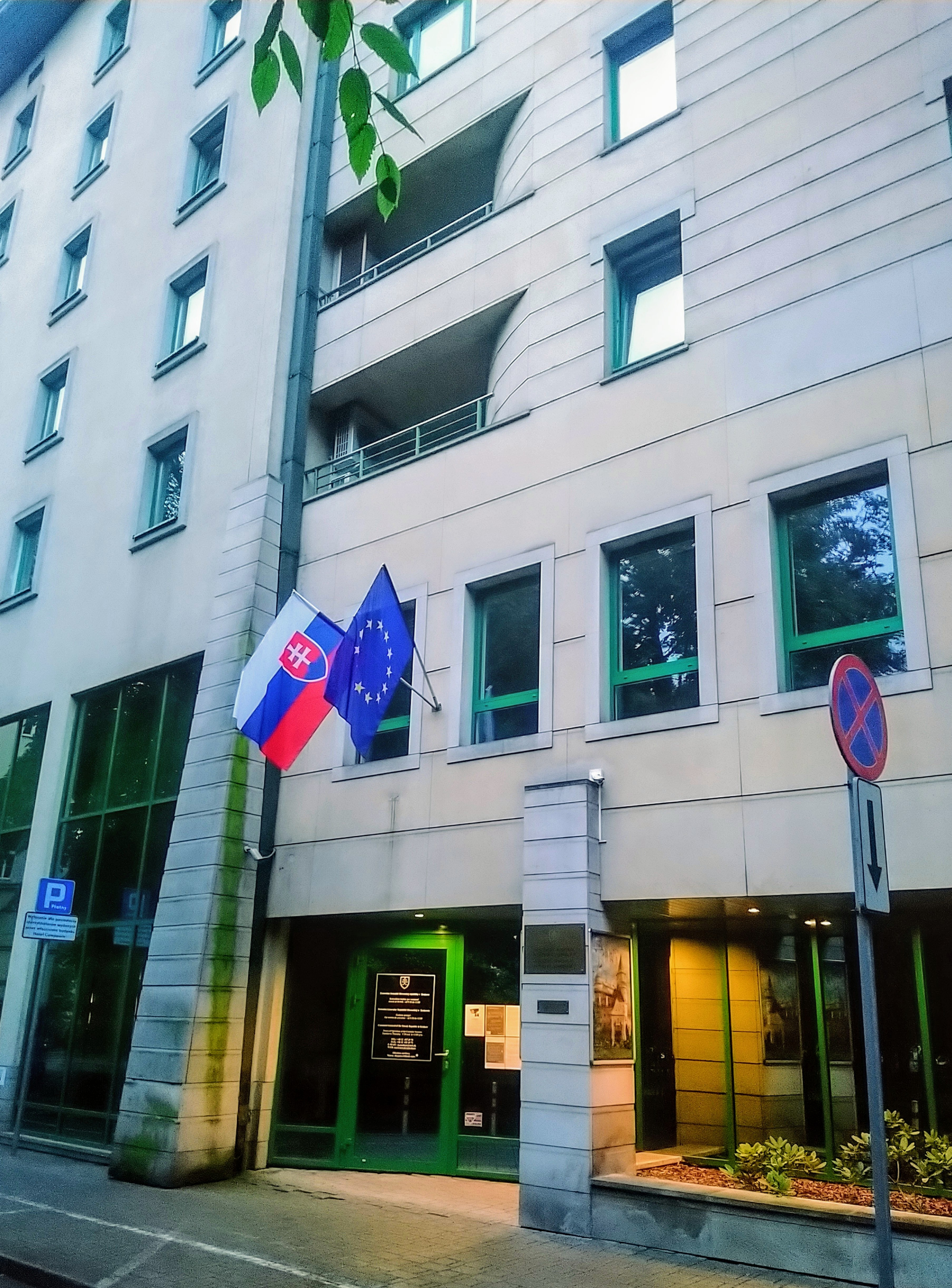
Генеральное консульство Словакии в Кракове

Список дипломатических миссий Словакии — Словакия владеет сетью посольств в первую очередь в странах Европы и Азии.

## Европа
- Албания, Тирана (посольство)
- Армения, Ереван (посольство)
- Австрия, Вена (посольство)
- Белоруссия, Минск (посольство)
- Бельгия, Брюссель (посольство)
- Болгария, София (посольство)
- Хорватия, Загреб (посольство)
- Кипр, Никосия (посольство)
- Чехия, Прага (посольство)
  - Брно (генеральное консульство)
- Дания, Копенгаген (посольство)
- Финляндия, Хельсинки (посольство)
- Франция, Париж (посольство)
- Германия, Берлин (посольство)
  - Бонн (представительство)
  - Мюнхен (генеральное консульство)
- Греция, Афины (посольство)
- Ватикан (посольство)
- Венгрия, Будапешт (посольство)
  - Бекешчаба (генеральное консульство)
- Ирландия, Дублин (посольство)
- Италия, Рим (посольство)
- Латвия, Рига (посольство)
- Черногория, Подгорица (посольство)
- Нидерланды, Гаага (посольство)
- Норвегия, Осло (посольство)
- Польша, Варшава (посольство)
  - Краков (генеральное консульство)
- Португалия, Лиссабон (посольство)
- Россия, Москва (посольство)
  - Санкт-Петербург (генеральное консульство)
  - Красноярск (генеральное консульство)
- Сербия, Белград (посольство)
  - Вршац (генеральное консульство)
- Словения, Любляна (посольство)
- Испания, Мадрид (посольство)
- Швеция, Стокгольм (посольство)
- Швейцария, Берн (посольство)
- Украина, Киев (посольство)
  - Ужгород (генеральное консульство)
- Великобритания, Лондон (посольство)

## Америка
- Канада, Оттава (посольство)
- Куба, Гавана (посольство)
- Мексика, Мехико (посольство)
- США, Вашингтон (посольство)
  - Лос-Анджелес (генеральное консульство)
  - Нью-Йорк (генеральное консульство)
- Аргентина, Буэнос-Айрес (посольство)
- Бразилия, Бразилиа (посольство)

## Ближний и Средний Восток
- Иран, Тегеран (посольство)
- Ирак, Багдад (посольство)
- Израиль, Тель-Авив (посольство)
- Кувейт, Эль-Кувейт (посольство)
- Сирия, Дамаск (посольство)
- Турция, Анкара (посольство)
  - Стамбул (генеральное консульство)

## Африка
- Египет, Каир (посольство)
- Эфиопия, Аддис-Абеба (посольство)
- Кения, Найроби (представительство)
- Ливия, Триполи (посольство)
- Нигерия, Абуджа (посольство)
- ЮАР, Претория (посольство)

## Азия
- Китай, Пекин (посольство)
  - Шанхай (генеральное консульство)
- Индия, Нью-Дели (посольство)
- Индонезия, Джакарта (посольство)
- Япония, Токио (посольство)
- Казахстан, Астана (посольство)
- Южная Корея, Сеул (посольство)
- Малайзия, Куала-Лумпур (посольство)
- Таиланд, Бангкок (посольство)
- Тайвань, Тайбэй (экономические и культурное представительство)
- Узбекистан, Ташкент (посольство)
- Вьетнам, Ханой (посольство)

## Океания
- Австралия, Канберра (посольство)

## Международные организации
- - Брюссель (постоянная миссия при ЕС и NATO)
  - Женева (постоянная миссия при учреждениях ООН)
  - Найроби (постоянная миссия при учреждениях ООН)
  - Нью-Йорк (постоянная миссия при ООН)
  - Париж (постоянная миссия при ЮНЕСКО)
  - Рим (постоянная миссия при ФАО)
  - Страсбург (постоянная миссия при Совете Европы)
  - Вена (постоянная миссия при учреждениях ООН)